# Гусев, Геннадий Петрович
Генна́дий Петро́вич Гу́сев (2 октября 1947, Медведево, Чебаркульский район, Челябинская область, РСФСР, СССР) — советский и российский балетмейстер, педагог. Хореограф Государственного ансамбля песни и пляски «Марий Эл» (1972—1993). Профессор Московского государственного университета культуры и искусств (с 2005). Заслуженный деятель искусств РСФСР (1990). Заслуженный деятель искусств Марийской АССР (1980).

## Биография
Родился 2 октября 1947 года в селе Медведево Чебаркульского района Челябинской области.
В 1965 году окончил Челябинское культпросветучилище, в 1970 году — Московский институт культуры.
В 1972—1993 годах — хореограф Государственного ансамбля песни и пляски «Марий Эл».
С 1993 года — доцент, с 2005 года — профессор кафедры народного танца Московского государственного университета культуры и искусств.
Является преподавателем детской хореографической школы при Люберецком районном Дворце культуры в г. Люберцы Московской области. 

## Хореографическая деятельность
Является автором книг по методике преподавания народного танца. В его учебном пособии по народному танцу, неоднократно переиздававшемся, рассмотрены танцевальные движения и комбинации как у станка, так и на середине зала. Выделив основные и второстепенные движения, автор выстраивает их по степени сложности. Пособие помогает в рассмотрении разнообразия сложных технических элементов в народной хореографии. В нём сложные технические элементы представлены в чистом виде.  
Является членом жюри ряда танцевальных конкурсов и фестивалей, в том числе  Международного фестиваля-конкурса детского и юношеского творчества «Арт-Поколение».
В 1990 году ему присвоено почётное звание «Заслуженный деятель искусств РСФСР». Является лауреатом премии ВЛКСМ. Награждён медалями.

## Признание
- Заслуженный деятель искусств РСФСР (26 января 1990)[1]
- Заслуженный деятель искусств Марийской АССР (1980)[1]
- Медаль «Ветеран труда» (1985)[7]
- Лауреат премии ВЛКСМ[7]